# Helena (Ohio)
Helena es una villa ubicada en el condado de Sandusky en el estado estadounidense de Ohio. En el censo de 2010 tenía una población de 224 habitantes y una densidad poblacional de 293,18 personas por km².

## Geografía
Helena se encuentra ubicada en las coordenadas 41°20′25″N 83°17′31″O / 41.34028, -83.29194. Según la Oficina del Censo de los Estados Unidos, Helena tiene una superficie total de 0.76 km², de la cual 0.76 km² corresponden a tierra firme y (0%) 0 km² es agua.

## Demografía
Según el censo de 2010, había 224 personas residiendo en Helena. La densidad de población era de 293,18 hab./km². De los 224 habitantes, Helena estaba compuesto por el 99.55% blancos, el 0% eran afroamericanos, el 0% eran amerindios, el 0% eran asiáticos, el 0% eran isleños del Pacífico, el 0.45% eran de otras razas y el 0% pertenecían a dos o más razas. Del total de la población el 3.57% eran hispanos o latinos de cualquier raza.